# Connie Mason
Connie Mason (Washington, 24 agosto 1937) è una modella e attrice statunitense.

## Biografia
Dopo aver completato i suoi studi a Danville, in Virginia, nel 1958 si sposò con Tony Young, dal quale divorziò nel 1962.
Iniziò a lavorare prima come commessa nel reparto di cosmetica a Miami e poi, su consiglio dei genitori, divenne una Playmate di Playboy del mese di giugno 1963. Continuò a lavorare in quel ramo a Chicago nel Playboy Club. Dopo aver incontrato Oleg Cassini e lavorato per lui con la Ford Modeling Agency di New York, decise di continuare la sua passione scolastica abbandonata tempo addietro.
Dopo aver avuto una relazione con Igor Cassini, il fratello di Oleg, nel 1964 si sposò con l'attore William Kerwin, dal quale ebbe due figli: Denise e Kim.

## Filmografia
- I draghi del West (1960)
- Blood Feast (1963)
- Two Thousand Maniacs! (1964)
- My Third Wife George (1968)
- Sweet Bird of Aquarius (1970)
- Dimmi che mi ami, Junie Moon (Tell Me That You Love Me, Junie Moon) (1970)
- Amanti ed altri estranei (Lovers and Other Strangers) (1970)
- Uomini di legge (Storefront Lawyers)  – serie TV, episodio "This Money Kills Dreams" (1971)
- Marcus Welby (Marcus Welby, M.D.) – serie TV, episodi "To Get Through the Night" (1970) e "A Portrait of Debbie" (1971)
- Terapia di gruppo (Made for Each Other) (1971)
- Agente 007 - Una cascata di diamanti (Diamonds Are Forever) (1971)
- Un vero sceriffo (Nichols) – serie TV, episodio "Zachariah" (1972)
- Top of the Heap (1972)
- Rolling Man – film TV (1972)
- The Rookies, i nuovi poliziotti (The Rookies) – serie TV, episodio "Three Hours to Kill" (1973)
- Black Mamba (1974)
- Il padrino - Parte II (The Godfather: Part II) (1974)
- Wanted: The Sundance Woman – film TV (1976)
- Most Wanted – serie TV, episodio "Two Dollar Kidnappers" (1976)
- Family – serie TV, episodio "A Safe House" (1977)
- Sudden Death (1977)
- ABC Weekend Specials – serie TV, episodio "The Winged Colt" (1977)
- Starsky & Hutch – serie TV, episodio "Furba come una volpe" (1978)
- Doctors' Private Lives – film TV (1978)
- Dear Detective – serie TV, episodio 1x02 (1979)
- United States – serie TV, episodio "Lysdexia Is No Joek" (1980)
- Stone – serie TV, episodio "Just a Little Blow Between Friends" (1980)
- Tangiers (1982)
- Il meglio del west (Best of the West) – serie TV, episodio "Mail Order Bride" (1982)
- Charley's Aunt – film TV (1983)
- Simon & Simon – serie TV, episodio "Our Fair City" (1984)
- America's Musical Theater – serie TV, episodio "The Cradle Will Rock" (1985)
- Autostop per il cielo (Highway to Heaven) – serie TV, episodio "Oh Lucky Man" (1986)
- Due come noi (Jake and the Fatman) – serie TV, episodio "I Guess I'll Have to Change My Plans" (1988)
- My First Love – film TV (1988)
- Charlie's Ear (1992)